# Мэйбург, Джонатан
Джонатан Мэйбург – профессиональный музыкант, вокалист и автор песен группы Shearwater (с 2001 года по наши дни), созданной совместно с Уиллом Шеффом в Остине, штат Техас. Он также работал с Шеффом в коллективе Okkervil River (1999-2008), который покинул в мае 2008 года из-за конфликтов внутри группы.
Мэйбург имеет ученую степень по орнитологии, и его любовь к птицам дает о себе знать в названии группы, в названиях и мотивах некоторых песен группы Shearwater.
Мэйбург также записал свой сольный материал, хотя он предпочитает продавать эти записи на турне Shearwater.